# 巨蜂鳥
巨蜂鳥（學名：Patagona gigas）是蜂鸟科巨蜂鳥亚科巨蜂鳥屬的唯一一種。

## 特徵
體型最大的蜂鳥，體重可達24公克，翼展長可達23公分，以蜂鳥來說算是非常大的。巨蜂鳥的體色成有光澤的銅色，背部則偏灰綠色。有長而分叉的尾巴，有白色的喉部。

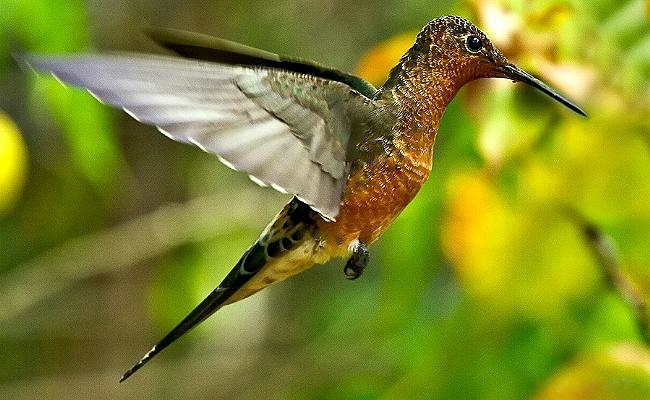
巨蜂鳥

## 分布
此鳥分布於安地斯山脈。

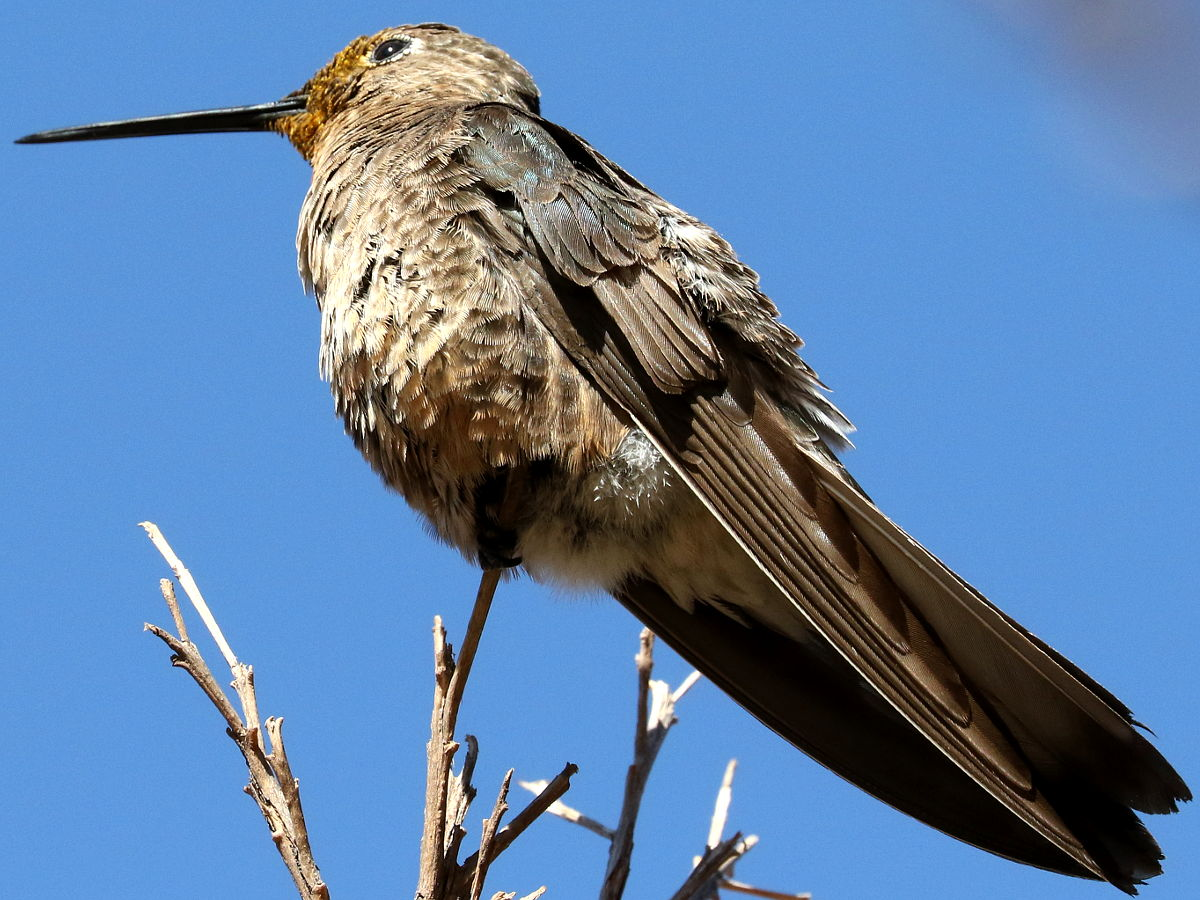
于庫斯科, 祕魯

## 習性
本鳥以花蜜為主食，繁殖期會食用砂土以補充產卵時消耗的鈣質。本鳥也會進行小規模遷徙。